# Бультеи
Бульте́и (итал. Bultei) — коммуна в Италии, располагается в регионе Сардиния, в провинции Сассари.
Население составляет 1206 человек (2008 г.), плотность населения составляет 12 чел./км². Коммуна занимает площадь 97 км². Почтовый индекс — 7010. Телефонный код — 079.
Покровительницей коммуны почитается святая Маргарита Антиохийская, празднование 20 июля.

## Демография
Динамика населения:

## Администрация коммуны
- Официальный сайт: http://www.comune.bultei.ss.it/